# Léopold Levert
Jean-Baptiste-Léopold Levert, más conocido simplemente como Léopold Levert, (1828- ) fue un pintor, grabador y diseñador francés cercano al grupo impresionista.
El acercamiento de Levert al grupo impresionista se produjo a través de sus amistades con personas cercanas al impresionismo y, en particular, con Edgar Degas, quien lo convenció para que participara en varias de las exposiciones colectivas de los impresionistas. De esta manera, Levert participó en cuatro de las ocho exposiciones impresionistas, concretamente en la primera (1874), la segunda (1876), la tercera (1877) y la quinta (1880). Además de pintor y grabador, Léopold Levert diseñó también uniformes militares.